# النظرية النمساوية لدورة الاقتصاد
النظرية النمساوية لدورة الاقتصاد هي نظرية اقتصادية طورتها المدرسة النمساوية للاقتصاد تتمحور حول كيفية حدوث دورات الاقتصاد. تنظر النظرية إلى دورات الاقتصاد على أنها نتيجة للنمو المفرط في الائتمان المصرفي بسبب معدلات الفائدة المنخفضة بشكل مصطنع والتي حددها البنك المركزي أو البنوك الاحتياطية الجزئية. نشأت نظرية دورة الاقتصاد النمساوية من دراسات عالمي الاقتصاد في المدرسة النمساوية لودفيج فون ميزس وفريدريش فون هايك. فاز هايك بجائزة نوبل في الاقتصاد عام 1974 بشكل جزئي لعمله على هذه النظرية.
يعتقد مؤيدو النظرية أنَّه أدت فترة طويلة من انخفاض أسعار الفائدة وتقديم الائتمان بشكل كبير من قبل البنوك الاحتياطية الجزئية إلى اختلال التوازن وعدم الاستقرار بين الادخار والاستثمار. تتكشف دورة الاقتصاد وفقًا للنظرية بالطريقة التالية: تحفز معدلات الفائدة المنخفضة من البنوك الاحتياطية الجزئية الاقتراض، مما يؤدي إلى زيادة الإنفاق الرأسمالي الممول من الائتمان المصرفي. يرى مؤيدو النظرية أنَّ توفر مصادر الائتمان يؤدي إلى سوء استثمار واسع النطاق. تحدث أزمة الائتمان التي يطلق عليها عادةً الركود عندما تبدأ عملية الائتمان تسلك طريقها الصحيح. يتقلص العرض النقدي بعد ذلك أو يتباطأ مما يتسبب في ركود عملية التصحيح ويسمح في النهاية بإعادة تخصيص الموارد مرة أخرى لاستخداماتها السابقة.
يختلف التفسير النمساوي لدورة الاقتصاد اختلافًا كبيرًا عن الفهم السائد لدورات الاقتصاد، ويرفضه بشكل عام علماء الاقتصاد نظريًا وتجريبيًا.

## الآلية

### سوء الاستثمار والازدهار
وفقًا للنظرية النمساوية لدورة الاقتصاد تحدث حالات الإفلاس العشوائي وسقوط الاقتصاد دائمًا في السوق الحرة الحقيقية على هامش الاقتصاد، ولكن لا يجب أن تتجمع إلا إذا وجدت مشكلة واسعة النطاق في الاقتصاد تؤدي إلى إخفاقات تجارية متتالية. ووفقًا للنظرية فإنَّ فترة سوء الاستثمار المتزامنة واسعة النطاق تنتج عن فترة من فرط الإقراض التجاري من قبل البنوك، ويلي هذا التوسع الائتماني لاحقًا انكماش حاد وفترة من مبيعات الأصول المتعثرة (التصفية) التي استُثمرت من خلال ديون كبيرة. ويعتقد أنَّ التوسع الأولي ناتج عن الخدمات المصرفية الاحتياطية الفرعية التي تشجع الإقراض المفرط بأسعار فائدة أقل مما تطلبه البنوك الاحتياطية الأساسية. يستثمر رواد الأعمال في السلع الرأسمالية لتحقيق المزيد من دورات المال نظرًا لتوفر أموال غير مكلفة، وأيضًا في تقنيات عملية الإنتاج الطويلة مثل الصناعات عالية التقنية. يأخذ المقترضون أموال القروض ويشترون سلعًا رأسمالية جديدة مما يتسبب في زيادة نسبة الإنفاق الكلي المخصصة للسلع الرأسمالية عالية التقنية بدلًا من السلع الاستهلاكية الأساسية مثل الغذاء. ومع ذلك لا يمكن تحمل التحول بمرور الوقت بسبب الخطأ في التسعير الناجم عن الإفراط في توفير الائتمان من قبل البنوك ويجب أنَّ يعكس هذا التحول نفسه في النهاية لأنه من غير الممكن تحمله بشكل دائم. وكلما طالت مدة توفر هذه القروض كلما كانت عملية إعادة التكيف أكثر عنفًا وضررًا.
يقول مؤيدو النظرية أنَّ الطفرة التي تحدث في ظل هذه الظروف هي في الواقع فترة من سوء الاستثمار. تتطلب المدخرات الحقيقية فرض معدلات فائدة أعلى لتشجيع المودعين على توفير أموالهم في ودائع لأجل للاستثمار في مشاريع طويلة الأجل في ظل عرض نقدي مستقر. يتسبب التحفيز الاصطناعي الناجم عن الإقراض المصرفي في حدوث فقاعة استثمار عامة لا تعوضها عوامل السوق طويلة الأجل.

### الإفلاس
إنَّ الركود أو الكساد هو العملية التي يتكيف بها الاقتصاد مع نتائج وأخطاء الطفرة النقدية، ويعيد تأسيس حالة فعالة تلبي رغبات المستهلك المستدامة. يمكن للائتمان المصرفي المتنامي باستمرار أنَّ يحافظ على ازدهار الطفرة التي يغذيها الائتمان الاصطناعي (من خلال انخفاض أسعار الفائدة من البنك المركزي). ويؤجل ذلك يوم الإفلاس ويؤجل انهيار أسعار الأصول المتضخمة بشكل غير مستدام.
ينتهي الانتعاش النقدي عندما يتوقف التوسع الائتماني المصرفي أخيرًا، أي عندما لا يمكن العثور على استثمارات أخرى توفر عوائد كافية للمقترضين المضاربين بأسعار الفائدة السائدة. وكلما طال أمد الطفرة النقدية الخاطئة كلما كان الاقتراض أكبر، وكلما كانت الأخطاء المرتكبة أكثر إهدارًا وأطول وأكثر حدة ستزيد حالات الإفلاس واسترداد الرهون.

### خطأ سياسات الحكومة
لا تذكر النظرية النمساوية لدورة الاقتصاد أنَّ القيود المالية أو التقشف سيزيد بالضرورة من النمو الاقتصادي أو يؤدي إلى التعافي الفوري. إنَّ كل المحاولات التي تقوم بها الحكومات المركزية لدعم أسعار الأصول أو لإنقاذ البنوك المتعسرة أو لتحفيز الاقتصاد من خلال الإنفاق بالعجز لن تؤدي إلا إلى زيادة سوء التخصيص والاستثمار وزيادة المشاكل الاقتصادية مما يطيل فترة الكساد والتكيف الضروريين للعودة إلى نمو مستقر، خاصة إذا كانت تدابير التحفيز هذه تزيد بشكل كبير من الدين الحكومي وعبء الديون طويل الأجل على الاقتصاد. ذكرت النظرية أنَّ خطأ السياسة يكمن في ضعف أو إهمال الحكومة (والبنك المركزي) من خلال السماح للازدهار الظاهري غير المستدام الذي يغذيه الائتمان بالبدء أساسًا، وليس في وضع حد له من خلال التقشف المالي والنقدي. وبالتالي فإنَّ تصفية الديون وخفضها هو الحل الوحيد لمشكلة تغذيها الديون. وعلى العكس من ذلك فإنَّ الغوص أكثر في الدين لتمويل طريق الخروج من الأزمة لا يمكن منطقيًا أنَّ يكون حلًا لأزمة سببها الكثير من الديون. من المستحيل أنَّ تحل مزيد من الديون الحكومية أو الخاصة مشكلة تتعلق بالديون.
قال لودفيج فون ميزس: «لا توجد وسيلة لتجنب الانهيار النهائي الناتج عن طفرة ناتجة عن التوسع الائتماني. والحل هو فقط أن تأتي الأزمة في وقت قريب نتيجة التخلي الطوعي عن التوسع الائتماني، أو تأجيل ذلك حتى حصول كارثة نهائية لنظام العملة».

## دور البنوك المركزية
ذكرت النظرية أنَّ سياسات البنك المركزي المدمرة وغير الفعالة بطبيعتها (التوسع غير المستدام للائتمان المصرفي من خلال الخدمات المصرفية الاحتياطية الجزئية) هي السبب غالبًا في معظم دورات الاقتصاد، حيث تميل إلى تحديد أسعار فائدة مصطنعة منخفضة للغاية لفترة طويلة جدًا مما يؤدي إلى الائتمان بشكل كبير وانشاء فقاعات المضاربة والمدخرات المنخفضة. يقوم البنك المركزي في الأنظمة النقدية الورقية بطباعة أموال جديدة عندما يقرض البنوك الأعضاء، وتتضاعف هذه الأموال عدة مرات من خلال عملية إيداع الأموال في البنوك الخاصة. تدخل هذه الأموال الجديدة التي طبعا البنك إلى سوق القروض وتوفر معدل فائدة أقل من ذلك الذي كان سائدًا إذا كان المعروض النقدي مستقرًا.

## التاريخ
ظهرت نظرية مماثلة في الصفحات الأخيرة من نظرية ميزس للنقود والائتمان عام 1912. كان هذا الطرح المبكر للنظرية النمساوية لدورة الاقتصاد دليلًا مباشرًا على رفض ميزس لمفهوم حيادية المال. ذكر ديفيد ليدلر أنَّ أصل النظرية يعود لأفكار كنوت فيكسل.
انتقد العديد من علماء الاقتصاد عرض هايك والذي نال جائزة نوبل في ثلاثينيات القرن الماضي، بما في ذلك جون مينارد كينز وبييرو سرافا ونيكولاس كالدور. قال بييرو سرافا في عام 1932 إنَّ نظرية هايك لم تفسر سبب توليد المدخرات القسرية التي يسببها التضخم استثمارات رأس مالية أقل استدامة من تلك التي تسببها المدخرات الطوعية. قال سرافا أيضًا إنَّ نظرية هايك فشلت في تحديد معدل فائدة طبيعي واحد قد يمنع أن تؤدي فترة النمو إلى أزمة. ومن بين الآخرين الذين انتقدوا عمل هايك في دورة الاقتصاد جون هيكس وفرانك نايت وغونار ميردل. أعاد هايك صياغة نظريته استجابة لتلك الاعتراضات.